# Манту (Васлуј)
Манту (рум. Mantu) насеље је у Румунији у округу Васлуј у општини Татарани. Oпштина се налази на надморској висини од 139 m.

## Становништво
Према подацима из 2002. године у насељу је живело 38 становника, од којих су сви румунске националности.